# Carvico
Carvico ist eine italienische Gemeinde (comune)  mit 4661 Einwohnern (Stand 31. Dezember 2023) in der Provinz Bergamo, Region Lombardei. 

## Geographie
Carvico befindet sich 14 km westlich der Provinzhauptstadt Bergamo und 35 km nordöstlich der Metropole Mailand. 
Die Nachbargemeinden sind Calusco d’Adda, Pontida, Sotto il Monte Giovanni XXIII, Terno d’Isola und Villa d’Adda.

## Sehenswürdigkeiten
Eines der bekanntesten Gebäude der Gemeinde ist der Palazzo Medolago-Albani, einst im Familienbesitz und jetzt Rathaus. Die alten Eigentümer, Kunstliebhaber, statteten den Palazzo mit Fresken und wertvollen Gemälden aus. 
Von Bedeutung für den Ort ist ebenfalls die Pfarrkirche San Martino. Sie wurde im 12. Jahrhundert erbaut und 1740 renoviert. Sie enthält wertvolle Gemälde von Nicholas Pomarancio und Giacomo Cortese, genannt Il Borgognone.
Die kleine Kirche Santa Maria del Campo, im historischen Zentrum gelegen, stammt aus dem 13. Jahrhundert.